# 尹栄善
尹栄善（ユン・ヨンソン、旧字体：尹榮善、韓国語: 윤영선、1988年10月4日 - ）は大韓民国出身の元サッカー選手。現役時代のポジションはディフェンダー。

## 経歴
2010年度のドラフトで城南FCに入団。同年3月9日のAFCチャンピオンズリーグ2010のメルボルン・ビクトリー戦でプロデビューを果たす。2014年1月には中国超級リーグの河南建業足球倶楽部が獲得に乗り出したが、メディカルチェックで異常が見つかり、破談した。
2024年2月16日、6年ぶりに城南FCに復帰。
2025年1月8日、自身のInstagramアカウントで現役引退を発表。併せて城南FCアカデミーのスカウトに就任することも発表された。

### 代表
2018 FIFAワールドカップを戦う韓国代表の本大会メンバーに選出された。2018 FIFAワールドカップではドイツ戦に出場した。

## 代表歴

### 出場大会
- 韓国代表
  - 2018 FIFAワールドカップ

### 試合数
- 国際Aマッチ 7試合 0得点（2015年-2018年）[4]

| 韓国代表 | 国際Aマッチ | 国際Aマッチ |
| 年       | 出場        | 得点        |
| -------- | ----------- | ----------- |
| 2015     | 1           | 0           |
| 2016     | 0           | 0           |
| 2017     | 1           | 0           |
| 2018     | 5           | 0           |
| 通算     | 7           | 0           |